# ۱۰۰ نفر (مجموعه تلویزیونی)
۱۰۰ نفر (به انگلیسی: The 100) یک مجموعهٔ تلویزیونی درام، علمی–تخیلی، پساآخرالزمانی است که در ۱۹ مارس ۲۰۱۴ در شبکهٔ سی‌دابلیو به نمایش درآمد. این مجموعه توسط جیسون روتنبرگ و بر اساس سری جدید رمانی به همین نام که توسط کاس مورگان نوشته شده، ساخته شده‌است.
این سریال داستان گروهی از بازماندگان پساآخرالزمانی را دنبال می‌کند که بیشتر آنها گروهی از نوجوانان جنایتکار هستند که از جملهٔ آنها می‌توان به کلارک گریفین (الیزا تیلور)، فین کالینز (توماس مک دونل)، بلمی بلیک (باب مورلی)، اُکتاویا بلیک (ماری اوجروپولوس)، جاسپر جردن (دوون بوستیک)، مانتی گرین (کریستوفر لارکین)، ریون ریز (لیندزی مورگان)، جان مورفی (ریچارد هارمون) و ولز جاها (الی گوری) اشاره کرد.
آنها جزو اولین افرادی هستند که از یک ایستگاه فضایی پساآخرالزمانی، به زمین بازگشتند. شخصیت‌های دیگر این مجموعه شامل دکتر ابی گریفین (پیج تورکو)، مادر کلارک؛ مارکوس کین (هنری ایان کوسیک)، عضو شورا در ایستگاه فضایی و تلانیوس جاها (آیزیا واشینگتن) صدراعظم ایستگاه فضایی و پدر ولز هستند.
در آوریل ۲۰۱۹، این مجموعه برای فصل هفتم، به‌عنوان آخرین فصل از این مجموعه تمدید شد و در ۲۰ ژوئن ۲۰۲۰ در ایالات متحده به نمایش درآمد.

## بازیگران
در زیر نام بازیگران و نقش‌هایشان آمده است. همچنین این سریال در ایران از سوی سامانه نمایش درخواستی نماوا به سرپرستي آبتين ممدوح و با همکاری صداپیشگان زیر دوبله شده‌است:
| شماره | بازیگر           | نقش                       | صداپیشه                        | توضیحات                                                                                         |
| ----- | ---------------- | ------------------------- | ------------------------------ | ----------------------------------------------------------------------------------------------- |
| ۱     | الیزا تیلور      | کلارک گریفین              | سیما رستگاران                  |                                                                                                 |
| ۲     | بابی مورلی       | بلامی بلیک                | افشین زی‌نوری                   |                                                                                                 |
| ۳     | توماس مک دونل    | فین کالینز                | بهروز علیمحمدی                 |                                                                                                 |
| ۴     | پیج تورکو        | اَبی                       | صنم نکواقبال                   |                                                                                                 |
| ۵     | ماری اوجروپولوس  | اُکتاویا بلیک              | مهرخ افضلی                     |                                                                                                 |
| ۶     | کریستوفر لارکین  | مانتی گرین                | مجتبی فتح اللهی                |                                                                                                 |
| ۷     | الی گوری         | ولز جاها                  | آبتین ممدوح                    | ----                                                                                            |
| ۸     | جانی ویتوورت     | کیج والاس                 | آبتین ممدوح                    | پسر رپیس‌جمهور مانث‌ودر                                                                           |
| ۹     | دوون بوستیک      | جاسپر جردن                | خشایار شمشیرگران               |                                                                                                 |
| ۱۰    | هنری ایان کوسیک  | مارکوس کین                | رضا آفتابی                     |                                                                                                 |
| ۱۱    | لیندزی مورگان    | ریون ریز                  | مهتاب تقوی                     |                                                                                                 |
| ۱۲    | ریموند جِی. باری  | دانته والاس               | ناصر ممدوح                     | رئیس‌جمهور مانث‌ودر                                                                               |
| ۱۳    | دیچن لاچمن       | آنیا                      | آرزو روشناس                    |                                                                                                 |
| ۱۴    | رخا شارما        | دکتر سینگ                 | آرزو روشناس                    | دکتر بیمارستان مانث‌ودر                                                                          |
| ۱۵    | آیزیا واشینگتن   | تولونیوس جاها             | امیرصالح کسروی                 |                                                                                                 |
| ۱۶    | آلیسیا دبنم کری  | فرمانده لکسا              | الهام جعفرنزاد                 |                                                                                                 |
| ۱۷    | الدین پرتر       | ایندرا                    | مینا شجاع                      |                                                                                                 |
| ۱۸    | تای اولسون       | نایکو                     | غلام‌رضا صادقی                  |                                                                                                 |
| ۱۹    | کلی هو           | سلی                       | ساحل کریمی                     | افسر ارتباطات آرک و بهترین دوست ابی                                                             |
| ۲۰    | کیت ورنن         | دیانا سیدنی               | ساحل کریمی                     | رهبر پیشین آرک قبل از جاها                                                                      |
| ۲۱    | کندال کراس       | برِنِ                       | ساحل کریمی                     | از نیروهای یگان نگهبانان آرک و اردوگاه جاها روی زمین                                            |
| ۲۲    | ریچارد هارمون    | جان مُرفی                  | ‍پویا فهیمی                      |                                                                                                 |
| ۲۳    | ریکی ویتل        | لینکلن                    | پویا فهیمی                     | زمینی‌ای که به مردم آسمان پیوست و به آکتیویا دل باخت                                             |
| ۲۴    | آلساندرو جولیانی | جاکاپو سینکلر             | پویا فهیمی                     | او مهندس ارشد در آرک بود و در اردوگاه جاها روی زمین هم ضمن ادامه کارش به ساخت و ساز نظارت داشت. |
| ۲۵    | جارود جوزف       | نیتن میلر                 | کریم بیانی                     |                                                                                                 |
| ۲۶    | کریس شیلدز       | دیوید میلر                | کریم بیانی                     |                                                                                                 |
| ۲۷    | زاک مک‌گاون       | روان                      | ----                           |                                                                                                 |
| ۲۸    | چلسی ریست        | هارپر                     | مهسا عرفانی                    |                                                                                                 |
| ۲۹    | فین ولفهارد      | زُران                      | مهسا عرفانی                    | پسرک بیابان‌نشین که جاها را پیدا کرد.                                                            |
| ۳۰    | استیو تالی       | کایل ویک                  | امیر منوچهری                   |                                                                                                 |
| ۳۱    | ریس وارد         | اتُـــــم                  | امیر منوچهری                   |                                                                                                 |
| ۳۲    | ساچین ساحل       | دکتر اریک جکسُـــن         | رامین کاملی                    |                                                                                                 |
| ۳۳    | کینان تریسی      | استرلینگ                  | رامین کاملی                    |                                                                                                 |
| ۳۴    | ایو هارلو        | مایا                      | مهناز آبادیان                  |                                                                                                 |
| ۳۵    | تاسیا تلس        | اکو                       | کتایون اعظمی                   |                                                                                                 |
| ۳۶    | جی آر بورن       | راسل لایتبورن و شیدهدا    | سعید مظفری                     |                                                                                                 |
| ۳۷    | چوکو مودو        | دکتر گابریل سانتیاگو      | سعید شیخ‌زاده                   |                                                                                                 |
| ۳۸    | لوئیزا داولیویرا | اموری                     | ----                           |                                                                                                 |
| ۳۹    | شلبی فلنری       | هُپ دیووزا                 | ----                           |                                                                                                 |
| ۴۰    | ایوانا میلیچویچ  | شارن دیووزا               | -----                          |                                                                                                 |
| ۴۱    | شانون کوک        | جردن گرین                 | ----                           |                                                                                                 |
| ۴۲    | لولا فلانری      | ماَدی گریفین               | ----                           |                                                                                                 |
| ۴۳    | جان پایپر-فرگوسن | بیل کادُگان (شپرد)         | چنگیز جلیلوند / تورج مهرزادیان |                                                                                                 |
| ۴۴    | اریکا سرا        | بکا و آلی                 | نازنین یاری / لادن سلطان‌پناه   |                                                                                                 |
| ۴۵    | جسیکا هارمون     | نایلا                     | -----                          |                                                                                                 |
| ۴۶    | تاتی گابریل      | گایا                      | ----                           |                                                                                                 |
| ۴۷    | نادیا هیلکر      | لُــــنا                   | ----                           |                                                                                                 |
| ۴۸    | شان مندز         | مک‌آلن                     | -----                          |                                                                                                 |
| ۴۹    | چای هانسن        | الین                      | ----                           |                                                                                                 |
| ۵۰    | ایزابلا ویدوویچ  | شارلُت                     | ----                           |                                                                                                 |
| ۵۱    | ژنوی بوچنر       | ----                      | -----                          |                                                                                                 |
| ۵۲    | ویلیام میلر      | پکستن مک‌کری               | ----                           |                                                                                                 |
| ۵۳    | کارن هُلنس        | Blythe Ann workmankra     | ----                           |                                                                                                 |
| ۵۴    | نیل سندیلندز     | تایتس                     | ----                           |                                                                                                 |
| ۵۵    | مگان دانسو       | Grounder Woman (زن زمینی) | -----                          |                                                                                                 |
| ۵۶    | دیلن کینگول      | لُــــــکا                 | ----                           |                                                                                                 |
| ۵۶    | ---              | آرتیکاس                   | رضا الماسی                     |                                                                                                 |
| ۵۷    | لیا گیبسن        | جینا                      | ساحل کریمی                     | دوست‌دختر بلامی در فصل سه                                                                        |

## خلاصهٔ داستان

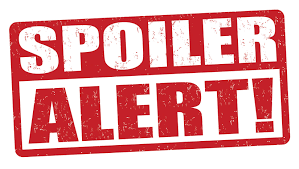
خطر اسپویل: ۷ فصل از توضیحات زیر داستان سریال را لو می‌دهد(نه به صورت کامل)

بخش‌های که در ادامه قرار داده شده توضیحاتی خلاصه از هر فصل می‌باشد؛ که داستان سریال را برای شما لو می‌دهد. اگر این سریال را هنوز تماشا نکرده‌اید، از مطالعهٔ ۷ قسمت پایین جداً خودداری کنید.

## فصل اول
نود و هفت سال پس از یک جنگ آخرالزمانی ویرانگر هسته‌ای تقریباً تمام زندگی روی کرهٔ زمین را از بین می‌برد، هزاران نفر اکنون در یک ایستگاه فضایی در مدار زمین زندگی می‌کنند، که آن را آرک می‌نامند. سه نسل در فضا زاده شده‌اند و جمعیت ایستگاه فضایی را از ظرفیت حمل خود فراتر می‌برد. صد نوجوان بازداشت شده، در آخرین تلاش برای تعیین اینکه آیا زمین قابل سکونت است؟ به زمین اعزام می‌شوند. آن‌ها کشف می‌کنند که برخی از آخرالزمان زنده مانده‌اند. افراد باقی مانده در زمین که آنان را زمینی‌ها می‌نامند به صورت قبیله‌ای زندگی می‌کنند و افرادی که در مُنتوِدر زندگی می‌کنند مردان کوهستان نامیده می‌شوند. مردان کوهستان تعدادی اندک از زمینی‌ها را تبدیل به آدم‌خوار (رِیپرها) کرده‌اند تا با استفاده از ریپرها اهداف خود را به پیش ببرند. تحت رهبری بِلامی و کلارک، نوجوانان تلاش می‌کنند تا از شرایط سخت جان سالم به در ببرند.
| قسمت کلی | قسمت | عنوان                                                  | کارگردان       | فیلمنامه‌نویس                                                   | تاریخ پخش     | بینندگان ایالات متحده (میلیون) |
| -------- | ---- | ------------------------------------------------------ | -------------- | -------------------------------------------------------------- | ------------- | ------------------------------ |
| ۱        | ۱    | «خلبان» "Pilot"                                        | Bharat Nalluri | Jason Rothenberg                                               | ۱۹ مارس ۲۰۱۴  | 2.73                           |
| ۲        | ۲    | «مهارت‌های زمین» "Earth Skills"                         | Dean White     | Jason Rothenberg                                               | ۲۶ مارس ۲۰۱۴  | 2.27                           |
| ۳        | ۳    | «کشتار زمین» "Earth Kills"                             | Dean White     | Elizabeth Craft & Sarah Fain                                   | ۲ آوریل ۲۰۱۴  | 1.90                           |
| ۴        | ۴    | «قانون مورفی» "Murphy's Law"                           | P. J. Pesce    | T. J. Brady & Rasheed Newson                                   | ۹ آوریل ۲۰۱۴  | 1.69                           |
| ۵        | ۵    | «آخرین چراغ» "Twilight's Last Gleaming"                | Milan Cheylov  | Bruce Miller                                                   | ۱۶ آوریل ۲۰۱۴ | 1.80                           |
| ۶        | ۶    | «سرپرست خواهر» "His Sister's Keeper"                   | Wayne Rose     | Tracy Bellomo & Dorothy Fortenberry                            | ۲۳ آوریل ۲۰۱۴ | 1.97                           |
| ۷        | ۷    | «تحت فشار» "Contents Under Pressure"                   | John Showalter | Akela Cooper & Kira Snyder                                     | ۳۰ آوریل ۲۰۱۴ | 1.88                           |
| ۸        | ۸    | «سفر یک روزه» "Day Trip"                               | Matt Barber    | Story by: Andrei Haq Teleplay by: Elizabeth Craft & Sarah Fain | ۷ مه ۲۰۱۴     | 1.64                           |
| ۹        | ۹    | «روز اتحاد» "Unity Day"                                | John Behring   | Kim Shumway & Kira Snyder                                      | ۱۴ مه ۲۰۱۴    | 1.73                           |
| ۱۰       | ۱۰   | «من تبدیل به مرگ می‌شوم» "I Am Become Death"            | Omar Madha     | T. J. Brady & Rasheed Newson                                   | ۲۱ مه ۲۰۱۴    | 1.46                           |
| ۱۱       | ۱۱   | «آرام» "The Calm"                                      | Mairzee Almas  | Bruce Miller                                                   | ۲۸ مه ۲۰۱۴    | 1.71                           |
| ۱۲       | ۱۲   | «ما مردم روی زمین هستیم(۱)» "We Are Grounders, Part 1" | Dean White     | Tracy Bellmo & Akela Cooper                                    | ۴ ژوئن ۲۰۱۴   | 1.58                           |
| ۱۳       | ۱۳   | «ما مردم روی زمین هستیم(۲)» "We Are Grounders, Part 2" | Dean White     | Jason Rothenberg                                               | ۱۱ ژوئن ۲۰۱۴  | 1.68                           |

## فصل دوم
چهل و هشت نفر از بازداشت شدگان باقی مانده، اسیر شده و توسط کوهستان مردان به مُنت‌وِدِر منتقل می‌شوند. مردان کوهستانی در حال انتقال خون از زندانی‌ها در زیرزمین، به عنوان یک روش ضد اشعه هستند زیرا بدن آن‌ها برای مقابله با تابش باقی‌مانده اشعه روی زمین سازگار نیست. آزمایش‌های پزشکی چهل و هشت نشان می‌دهد که مغز استخوان آن‌ها باعث می‌شود مردان کوهستان در خارج از پناهگاه زنده بمانند؛ بنابراین مردان کوهستان شروع به گرفتن مغز استخوان جوانان می‌کنند. در همین حال، ساکنان ایستگاه فضایی در ایستگاه‌های مختلفی روی زمین سقوط کرده‌اند و برای نجات جان افراد خود، ائتلاف‌هایی را با زمین برقرار می‌کنند و نامگذاری شهرک اصلی در ایستگاه آلفا «کمپ جاها» است.
| قسمت کلی | قسمت | عنوان                                                   | کارگردان          | فیلمنامه‌نویس                   | تاریخ پخش      | بینندگان ایالات متحده (میلیون) |
| -------- | ---- | ------------------------------------------------------- | ----------------- | ------------------------------ | -------------- | ------------------------------ |
| ۱۴       | ۱    | «۴۸ نفر» "The 48"                                       | Dean White        | Jason Rothenberg               | ۲۲ اکتبر ۲۰۱۴  | 1.54                           |
| ۱۵       | ۲    | «کوه مُنتوِدر» "Inclement Weather"                        | John F. Showalter | Michael Angeli                 | ۲۹ اکتبر ۲۰۱۴  | 1.48                           |
| ۱۶       | ۳    | «نتیجه‌گیری» "Reapercussions"                            | Dean White        | Aaron Ginsburg & Wade McIntyre | ۵ نوامبر ۲۰۱۴  | 1.68                           |
| ۱۷       | ۴    | «صد سال به این سال‌ها» "Many Happy Returns"              | P. J. Pesce       | Kim Shumway                    | ۱۲ نوامبر ۲۰۱۴ | 1.75                           |
| ۱۸       | ۵    | «محاکمات انسانی» "Human Trials"                         | Ed Fraiman        | Charlie Craig                  | ۱۹ نوامبر ۲۰۱۴ | 1.64                           |
| ۱۹       | ۶    | «جنگ مه اسیدی» "Fog of War"                             | Steven DePaul     | Kira Snyder                    | ۳ دسامبر ۲۰۱۴  | 1.86                           |
| ۲۰       | ۷    | «سقوط در پرتگاه» "Long Into an Abyss"                   | Antonio Negret    | James Thorpe                   | ۱۰ دسامبر ۲۰۱۴ | 1.62                           |
| ۲۱       | ۸    | «سفینه فضایی» "Spacewalker"                             | John F. Showalter | Bruce Miller                   | ۱۷ دسامبر ۲۰۱۴ | 1.40                           |
| ۲۲       | ۹    | «مرا به خاطر بسپار» "Remember Me"                       | Omar Madha        | Dorothy Fortenberry            | ۲۱ ژانویه ۲۰۱۵ | 1.48                           |
| ۲۳       | ۱۰   | «بقای اصلح» "Survival of the Fittest"                   | Dean White        | Akela Cooper                   | ۲۸ ژانویه ۲۰۱۵ | 1.53                           |
| ۲۴       | ۱۱   | «کودتای گریس» "Coup de Grace"                           | P.J. Pesce        | Charlie Craig                  | ۴ فوریه ۲۰۱۵   | 1.51                           |
| ۲۵       | ۱۲   | «حد معین» "Rubicon"                                     | Mairzee Almas     | Aaron Ginsburg & Wade McIntyre | ۱۱ فوریه ۲۰۱۵  | 1.36                           |
| ۲۶       | ۱۳   | «حیات مجدد» "Resurrection"                              | Dean White        | Bruce Miller                   | ۱۸ فوریه ۲۰۱۵  | 1.42                           |
| ۲۷       | ۱۴   | «محافظ دروغ» "Bodyguard of Lies"                        | Uta Briesewitz    | Kim Shumway                    | ۲۵ فوریه ۲۰۱۵  | 1.55                           |
| ۲۸       | ۱۵   | «خون دربرابر خون (۱)» "Blood Must Have Blood, Part One" | Omar Madha        | Aaron Ginsburg & Wade McIntyre | ۴ مارس ۲۰۱۵    | 1.49                           |
| ۲۹       | ۱۶   | «خون دربرابر خون (۲)» "Blood Must Have Blood, Part Two" | Dean White        | Jason Rothenberg               | ۱۱ مارس ۲۰۱۵   | 1.34                           |

## فصل سوم
ایستگاه آلفا که به آرکادیا تغییر نام یافته‌است، تحت مدیریت جدیدی قرار می‌گیرد که پایک، معلم پیشین و مربی در ایستگاه فضایی، به عنوان صدراعظم انتخاب می‌شود و جنگ را با زمینی‌ها آغاز می‌کند. پایک در هنگام استراحت زمینی‌ها ۳۰۰ نفر از جنگجویان زمینی را به قتل می‌رساند و این به روابط آن‌ها با زمینی‌ها آسیب می‌زند. یک هوش مصنوعی به نام الی که به وی دستور داده شده‌است زندگی را برای بشر بهتر کند ولی معلوم شد که با راه‌اندازی آخرالزمان هسته‌ای که زمین را ویران کرده‌است، مسئلهٔ افزایش جمعیت زمین را حل کرده‌است و شروع به استفاده از تراشه‌های رایانه‌ای قابل هضم برای کنترل ذهن مردم می‌کند. الی در نهایت نابود شد، اما پیش از نابودی از یک فاجعهٔ آخرالزمانی دیگر خبر داد.
| قسمت کلی | قسمت | عنوان                                                | کارگردان          | فیلمنامه‌نویس                               | تاریخ پخش      | بینندگان ایالات متحده (میلیون) |
| -------- | ---- | ---------------------------------------------------- | ----------------- | ------------------------------------------ | -------------- | ------------------------------ |
| ۳۰       | ۱    | «وان هدا(۱)» "Wanheda: Part 1"                       | Dean White        | Jason Rothenberg                           | ۲۱ ژانویه ۲۰۱۶ | 1.88                           |
| ۳۱       | ۲    | «وان هدا(۲)» "Wanheda: Part 2"                       | Mairzee Almas     | Aaron Ginsburg & Wade McIntyre             | ۲۸ ژانویه ۲۰۱۶ | 1.63                           |
| ۳۲       | ۳    | «افرادی که به اینجا وارد می‌شوند» "Ye Who Enter Here" | Antonio Negret    | Kim Shumway                                | ۴ فوریه ۲۰۱۶   | 1.57                           |
| ۳۳       | ۴    | «تاج و تخت را تماشا کنید» "Watch the Thrones"        | Ed Fraiman        | Dorothy Fortenberry                        | ۱۱ فوریه ۲۰۱۶  | 1.32                           |
| ۳۴       | ۵    | «شهر نور» "Hakeldama"                                | Tim Scanlan       | Charlie Craig                              | ۱۸ فوریه ۲۰۱۶  | 1.36                           |
| ۳۵       | ۶    | «برداشت تلخ» "Bitter Harvest"                        | Dean White        | Kira Snyder                                | ۲۵ فوریه ۲۰۱۶  | 1.41                           |
| ۳۶       | ۷    | «سیزده» "Thirteen"                                   | Dean White        | Javier Grillo-Marxuach                     | ۳ مارس ۲۰۱۶    | 1.39                           |
| ۳۷       | ۸    | «شرایط و ضوابط» "Terms and Conditions"               | John F. Showalter | Charlie Craig                              | ۱۰ مارس ۲۰۱۶   | 1.20                           |
| ۳۸       | ۹    | «سرقت شعله» "Stealing Fire"                          | Uta Briesewitz    | Heidi Cole McAdams                         | ۳۱ مارس ۲۰۱۶   | 1.23                           |
| ۳۹       | ۱۰   | «افتاد» "Fallen"                                     | Matt Barber       | Charmaine DeGrate & Javier Grillo-Marxuach | ۷ آوریل ۲۰۱۶   | 1.13                           |
| ۴۰       | ۱۱   | «هرگز» "Nevermore"                                   | Ed Fraiman        | Kim Shumway                                | ۱۴ آوریل ۲۰۱۶  | 1.08                           |
| ۴۱       | ۱۲   | «شیاطین» "Demons"                                    | P. J. Pesce       | Justine Juel Gillmer                       | ۲۱ آوریل ۲۰۱۶  | 1.15                           |
| ۴۲       | ۱۳   | «اگر همکاری نکنید، می می‌رید» "Join or Die"           | Dean White        | Julie Benson & Shawna Benson               | ۲۸ آوریل ۲۰۱۶  | 1.27                           |
| ۴۳       | ۱۴   | «آسمان سرخ صبگاهی» "Red Sky at Morning"              | P. J. Pesce       | Lauren Muir & Kira Snyder                  | ۵ مه ۲۰۱۶      | 1.13                           |
| ۴۴       | ۱۵   | «برملاشدن(۱)» "Perverse Instantiation – Part One"    | Ed Fraiman        | Aaron Ginsburg & Wade McIntyre             | ۱۲ مه ۲۰۱۶     | 1.17                           |
| ۴۵       | ۱۶   | «برملاشدن(۲)» "Perverse Instantiation – Part Two"    | Dean White        | Jason Rothenberg                           | ۱۹ مه ۲۰۱۶     | 1.29                           |

## فصل چهارم
صدها رآکتور هسته‌ای در سراسر جهان به دلیل بی‌توجهی به آن‌ها ده‌ها سال در حال ذوب شدن هستند که باعث می‌شود اکثر مناطق سیاره غیرقابل سکونت شوند. کلارک و دیگران به دنبال راه‌هایی برای زنده ماندن از تشعشعات یا همان پرایم فایر هستند. هنگامی که کشف شد که پایه‌های خون سیاه، معروف به نایت‌بلاد می‌توانند تابش اشعه را متابولیزه کنند، کلارک و سایرین سعی در بازآفرینی فرمول این خون دارند، اما در آزمایش آن ناکام هستند. یک پناهگاه قدیمی کشف شده‌است که می‌تواند ۱٬۲۰۰ نفر را برای بیش از ۵ سال در برابر آخرالزمان محافظت کند. هر یک از دوازده قبیله صد نفر را برای ماندن در پناه انتخاب می‌کنند. یک گروه کوچک تصمیم به بازگشت به فضا و تلاش برای زنده ماندن در بقایای ایستگاه فضایی می‌گیرد. کلارک، که اکنون نایت بلاد است، طی تلاش‌هایش برای نجات جان دوستانش می‌کند، تنها روی سطح زمین باقی می‌ماند.
| قسمت کلی | قسمت | عنوان                                                   | کارگردان          | فیلمنامه‌نویس                       | تاریخ پخش     | بینندگان ایالات متحده (میلیون) |
| -------- | ---- | ------------------------------------------------------- | ----------------- | ---------------------------------- | ------------- | ------------------------------ |
| ۴۶       | ۱    | «طنین» "Echoes"                                         | Dean White        | Jason Rothenberg                   | ۱ فوریه ۲۰۱۷  | 1.21                           |
| ۴۷       | ۲    | «مسئولیت سنگین» "Heavy Lies the Crown"                  | Ed Fraiman        | Justine Juel Gillmer               | ۸ فوریه ۲۰۱۷  | 1.01                           |
| ۴۸       | ۳    | «چهار اسب سوار» "The Four Horsemen"                     | P. J. Pesce       | Heidi Cole McAdams                 | ۱۵ فوریه ۲۰۱۷ | 1.05                           |
| ۴۹       | ۴    | «دروغ نگهبان» "A Lie Guarded"                           | Ian Samoil        | Kim Shumway                        | ۲۲ فوریه ۲۰۱۷ | 1.00                           |
| ۵۰       | ۵    | «جعبه شعله» "The Tinder Box"                            | John F. Showalter | Morgan Gendel                      | ۱ مارس ۲۰۱۷   | 1.02                           |
| ۵۱       | ۶    | «از خاکسترها برمی‌خیزیم» "We Will Rise"                  | Dean White        | Charmaine DeGrate                  | ۱۵ مارس ۲۰۱۷  | 0.98                           |
| ۵۲       | ۷    | «پناه‌گاه من!» "Gimme Shelter"                           | Tim Scanlan       | Terri Hughes Burton & Ron Milbauer | ۲۲ مارس ۲۰۱۷  | 0.90                           |
| ۵۳       | ۸    | «خداوند پیچیده‌است» "God Complex"                        | Omar Madha        | Lauren Muir                        | ۲۹ مارس ۲۰۱۷  | 0.97                           |
| ۵۴       | ۹    | «DNR» "DNR"                                             | Mairzee Almas     | Miranda Kwok                       | ۲۶ آوریل ۲۰۱۷ | 0.81                           |
| ۵۵       | ۱۰   | «همه می‌میرند، خوشبختانه می‌میرند» "Die All, Die Merrily" | Dean White        | Aaron Ginsburg & Wade McIntyre     | ۳ مه ۲۰۱۷     | 0.85                           |
| ۵۶       | ۱۱   | «طرف دیگر» "The Other Side"                             | Henry Ian Cusick  | Julie Benson & Shawna Benson       | ۱۰ مه ۲۰۱۷    | 0.86                           |
| ۵۷       | ۱۲   | «انتخاب شده» "The Chosen"                               | Alex Kalymnios    | Aaron Ginsburg & Wade McIntyre     | ۱۷ مه ۲۰۱۷    | 0.83                           |
| ۵۸       | ۱۳   | «پرایم فایا» "Praimfaya"                                | Dean White        | Jason Rothenberg                   | ۲۴ مه ۲۰۱۷    | 0.91                           |

## فصل پنجم
شش سال پس از ذوب شدن رآکتورهای هسته‌ای، یک سفینهٔ حمل و نقل زندانی وارد تنها نقطهٔ سبز باقی مانده روی زمین می‌شود، جایی که کلارک و مَدی زندگی می‌کنند. کسانی که در فضا و در پناهگاه زنده مانده‌اند با خیال راحت به زمین بازگشتند. مبارزه‌ای در دره بین زندانیان و یک قبیلهٔ جدید و متحد موسوم به وان‌کِرو آغاز می‌شود و در نتیجه نبرد با نابودی دره پایان می‌یابد. بازماندگان به فضا می‌گریزند و در حالی که منتظر هستند تا زمین بهبود یابد، به حالت خواب موقت می‌روند.
| قسمت کلی | قسمت | عنوان                                      | کارگردان         | فیلمنامه‌نویس                   | تاریخ پخش     | بینندگان ایالات متحده (میلیون) |
| -------- | ---- | ------------------------------------------ | ---------------- | ------------------------------ | ------------- | ------------------------------ |
| ۵۹       | ۱    | «Eden» "ایدن"                              | Dean White       | Jason Rothenberg               | ۲۴ آوریل ۲۰۱۸ | 1.43                           |
| ۶۰       | ۲    | «Red Queen» "ملکه سرخ"                     | P. J. Pesce      | Terri Hughes Burton            | ۱ مه ۲۰۱۸     | 1.02                           |
| ۶۱       | ۳    | «Sleeping Giants» "غول‌های خواب"            | Tim Scanlan      | Aaron Ginsburg & Wade McIntyre | ۸ مه ۲۰۱۸     | 1.08                           |
| ۶۲       | ۴    | «Pandora's Box» "جعبه پاندورا"             | Dean White       | Charmaine DeGrate              | ۱۵ مه ۲۰۱۸    | 1.07                           |
| ۶۳       | ۵    | «Shifting Sands» "شن‌های متحرک"             | Omar Madha       | Nick Bragg                     | ۲۲ مه ۲۰۱۸    | 0.94                           |
| ۶۴       | ۶    | «Exit Wounds» "خروج زخم‌ها"                 | Michael Blundell | Drew Lindo                     | ۵ ژوئن ۲۰۱۸   | 0.92                           |
| ۶۵       | ۷    | «Acceptable Losses» "پذیرش ضرر"            | Mairzee Almas    | Jeff Vlaming                   | ۱۹ ژوئن ۲۰۱۸  | 0.83                           |
| ۶۶       | ۸    | «How We Get to Peace» "چگونه به صلح برسیم" | Antonio Negret   | Lauren Muir                    | ۲۶ ژوئن ۲۰۱۸  | 0.73                           |
| ۶۷       | ۹    | «Sic Semper Tyrannis» "استبداد"            | Ian Samoil       | Miranda Kwok                   | ۱۰ ژوئیه ۲۰۱۸ | 0.89                           |
| ۶۸       | ۱۰   | «The Warriors Will» "جنگجوها می‌آیند"       | Henry Ian Cusick | Julie Benson & Shawna Benson   | ۱۷ ژوئیه ۲۰۱۸ | 0.86                           |
| ۶۹       | ۱۱   | «The Dark Year» "سال تاریک"                | Alex Kalymnios   | Heidi Cole McAdams             | ۲۴ ژوئیه ۲۰۱۸ | 0.85                           |
| ۷۰       | ۱۲   | «Damocles – Part One» "دموکله (۱)"         | Dean White       | Justine Juel Gillmer           | ۳۱ ژوئیه ۲۰۱۸ | 0.88                           |
| ۷۱       | ۱۳   | «Damocles – Part Two» "دموکله(۲)"          | Dean White       | Jason Rothenberg               | ۷ اوت ۲۰۱۸    | 0.99                           |

## فصل ششم
پس از گذشت ۱۲۵ سال از خوابیدن در خواب، کلارک، بلامی و سایرین از خواب بیدار می‌شوند تا دریابند که آن‌ها دیگر در حال چرخش زمین نیستند و به یک جهان جدید قابل سکونت که به نام آلفا معروف شده و به عنوان سانکتام نیز آورده شده‌اند. آن‌ها پس از فرود در این جهان، جامعهٔ جدیدی را کشف می‌کنند، به رهبری خانواده‌هایی حاکم به نام پرایم‌ها. آن‌ها همچنین خطرات جدیدی را در این دنیای جدید کشف می‌کنند و یک گروه شورشی اسرارآمیز، معروف به فرزندان گابریل و همچنین یک ناهنجاری اسرارآمیز در جنگل.
| قسمت کلی | قسمت | عنوان                  | تاریخ پخش     | بینندگان ایالات متحده (میلیون) |
| -------- | ---- | ---------------------- | ------------- | ------------------------------ |
| ۷۲       | ۱    | «حریم»                 | ۳۰ آوریل ۲۰۱۹ | ۰٫۸۶                           |
| ۷۳       | ۲    | «طلوع خورشید سرخ»      | ۷ مه ۲۰۱۹     | ۰٫۸۱                           |
| ۷۴       | ۳    | «فرزندان گابریل»       | ۱۴ مه ۲۰۱۹    | ۰٫۸۲                           |
| ۷۵       | ۴    | «چهره ای پشت شیشه»     | ۲۱ مه ۲۰۱۹    | ۰٫۷۳                           |
| ۷۶       | ۵    | «انجیل جوزفین»         | ۲۸ مه ۲۰۱۹    | ۰٫۷۳                           |
| ۷۷       | ۶    | «یادبود موری»          | ۴ ژوئن ۲۰۱۹   | ۰٫۶۴                           |
| ۷۸       | ۷    | «اهمیت نده»            | ۱۱ ژوئن ۲۰۱۹  | ۰٫۷۲                           |
| ۷۹       | ۸    | «پیرمرد و آنامولی»     | ۱۸ ژوئن ۲۰۱۹  | ۰٫۶۳                           |
| ۸۰       | ۹    | «آنچه که با خود می‌بری» | ۲۵ ژوئن ۲۰۱۹  | ۰٫۷۰                           |
| ۸۱       | ۱۰   | «ماتروشکا»             | ۲ ژوئیه ۲۰۱۹  | ۰٫۵۷                           |
| ۸۲       | ۱۱   | «خاکستر به خاکستر»     | ۹ ژوئیه ۲۰۱۹  | ۰٫۵۴                           |
| ۸۳       | ۱۲   | «پروتکل تنظیم»         | ۱۶ ژوئیه ۲۰۱۹ | ۰٫۶۱                           |
| ۸۴       | ۱۳   | «خون سانکتام»          | ۲۳ ژوئیه ۲۰۱۹ | ۰٫۵۹                           |

## فصل هفتم
ساکنان سانکتام در تلاشند تا در پی وقایع حوادث فصل قبل و در حالی که با فرماندهٔ رستاخیز تاریکی قیام می‌کنند، راهی برای زندگی در صلح پیدا کنند. در همین زمان، کلارک با انسان‌هایی از جهان دیگری برخورد می‌کند که متقاعد شده‌اند که کلارک کلید پیروزی در جنگ آخر را دارد و با آنها درگیر می‌شود. این فصل همچنین ناهنجاری اسرارآمیز معرفی شده در فصل ششم را مورد بررسی قرار می‌دهد که اکنون به عنوان کرم چاله‌ای شناخته شده‌است که شش سیاره را که یکی از آن‌ها زمین است با هم پیوند می‌دهند.
| قسمت | عنوان | قسمت کل                                      | تاریخ پخش     | بینندگان ایالات متحده (میلیون) |
| ---- | ----- | -------------------------------------------- | ------------- | ------------------------------ |
| ۸۵   | ۱     | «از خاکسترها» "From the Ashes"               | ۲۰ مه ۲۰۲۰    | ن/م                            |
| ۸۶   | ۲     | «باغ» "The Garden"                           | ۲۷ مه ۲۰۲۰    | ن/م                            |
| ۸۷   | ۳     | «خدایان دروغین» "False Gods"                 | ۳ ژوئن ۲۰۲۰   | ن/م                            |
| ۸۸   | ۴     | «هسپریدس» "Hesperides"                       | ۱۰ ژوئن ۲۰۲۰  | ن/م                            |
| ۸۹   | ۵     | «به باردو خوش آمدید» "Welcome to Bardo"      | ۱۷ ژوئن ۲۰۲۰  | ن/م                            |
| ۹۰   | ۶     | «ناکارا» "Nakara"                            | ۲۴ ژوئن ۲۰۲۰  | ن/م                            |
| ۹۱   | ۷     | «گامبی وزیر» "The Queen's Gambit"            | ۱ ژوئیه ۲۰۲۰  | ن/م                            |
| ۹۲   | ۸     | «آناکاندا» "Anaconda"                        | ۸ ژوئیه ۲۰۲۰  | ن/م                            |
| ۹۳   | ۹     | «کوچ» "The Flock"                            | ۱۵ ژوئیه ۲۰۲۰ | ن/م                            |
| ۹۴   | ۱۰    | «قربانی کوچک» "A Little Sacrifice"           | ۵ اوت ۲۰۲۰    | ن/م                            |
| ۹۵   | ۱۱    | «اتریا» "Etherea"                            | ۱۲ اوت ۲۰۲۰   | ن/م                            |
| ۹۶   | ۱۲    | «غریبه» "The Stranger"                       | ۱۹ اوت ۲۰۲۰   | ن/م                            |
| ۹۷   | ۱۳    | «خون فراوان» "Blood Giant"                   | اعلان‌نشده     |                                |
| ۹۸   | ۱۴    | «نوعی بازگشت به خانه» "A Sort of Homecoming" | اعلان‌نشده     |                                |
| ۹۹   | ۱۵    | «مرگ نور» "The Dying of the Light"           | اعلان‌نشده     |                                |
| ۱۰۰  | ۱۶    | «واپسین جنگ» "The Last War"                  | اعلان‌نشده     |                                |

## قسمت‌ها
سریال ۱۰۰ نفر در ۱۹ مارس ۲۰۱۴ جزو برترین سریال‌ها شد. در ۸ مهٔ ۲۰۱۴، شبکهٔ سی‌دابلیو سریال ۱۰۰ نفر را برای فصل دوم تمدید کرد که باز هم در ۲۲ اکتبر ۲۰۱۴ جزو برترین‌ها بود. در ۱۱ ژانویهٔ ۲۰۱۵، شبکهٔ سی‌دابلیو این سریال را برای فصل سوم تمدید کرد؛ که برای بار سوم در ۲۱ ژانویهٔ ۲۰۱۶ جزو سریال‌های برتر شد. در ۱۲ مارس ۲۰۱۶، مجموعهٔ ۱۰۰ نفر برای چهارمین فصل در ۱۳ قسمت تمدید شد که در تاریخ ۱ فوریهٔ ۲۰۱۷ به نمایش درآمد. در ۱۰ مارس ۲۰۱۷، CW این سریال را برای فصل پنجم که از ۲۴ آوریل ۲۰۱۸ پخش شد، تمدید کرد. در تاریخ ۹ ماه مهٔ ۲۰۱۸، این سریال برای فصل ششم تمدید شد که در ۳۰ آوریل ۲۰۱۹ به نمایش درآمد. در ۲۴ آوریل ۲۰۱۹، CW سریال را برای فصل هفتم تمدید کرد، که شامل ۱۶ قسمت خواهد بود و در ۲۰ مهٔ ۲۰۲۰ به نمایش درآمد است. در آگوست ۲۰۱۹، اعلام شد که فصل هفتم، فصل آخر خواهد بود و نمایش با مجموع ۱۰۰ قسمت در فصل هفت به پایان خواهد رسید.
| فصل | قسمت‌ها | قسمت‌ها | تاریخ اصلی روی آنتن رفتن | تاریخ اصلی روی آنتن رفتن | رتبه | بینندگان (میلیون) |
| فصل | قسمت‌ها | قسمت‌ها | اولین بار                | آخرین بار                | رتبه | بینندگان (میلیون) |
| --- | ------ | ------ | ------------------------ | ------------------------ | ---- | ----------------- |
| ۱   | ۱۳     | ۱۳     | ۱۹ مارس ۲۰۱۴             | ۱۱ ژوئن ۲۰۱۴             | ۱۵۰  | ۲٫۵۹              |
| ۲   | ۱۶     | ۱۶     | ۲۲ اکتبر ۲۰۱۴            | ۱۱ مارس ۲۰۱۵             | ۱۵۷  | ۲٫۴۶              |
| ۳   | ۱۶     | ۱۶     | ۲۱ ژانویه ۲۰۱۶           | ۱۹ مه ۲۰۱۶               | ۱۶۵  | ۱٫۹۴              |
| ۴   | ۱۳     | ۱۳     | ۱ فوریه ۲۰۱۷             | ۲۴ مه ۲۰۱۷               | ۱۵۸  | ۱٫۴۷              |
| ۵   | ۱۳     | ۱۳     | ۲۴ آوریل ۲۰۱۸            | ۷ اوت ۲۰۱۸               | ۱۸۲  | ۱٫۶۱              |
| ۶   | ۱۳     | ۱۳     | ۳۰ آوریل ۲۰۱۹            | ۶ اوت ۲۰۱۹               | ۱۶۵  | ۱٫۳۰              |
| ۷   | ۱۶     | ۱۶     | ۲۰ مه ۲۰۲۰               | ۳۰ سپتامبر ۲۰۲۰          | TBA  | TBA               |

## تولید
فیلمبرداری
فیلمبرداری این سریال در ونکوور، بریتیش کلمبیا انجام می‌شود. تولید این سریال در سه‌ماههٔ دوم سال ۲۰۱۳ اتفاق افتاد. پس از نمایش سریال، فیلمبرداری برای اولین فصل بین اوت ۲۰۱۳ و ژانویهٔ ۲۰۱۴ میسر شد. فیلمبرداری برای فصل دوم در ۷ ژوئیهٔ ۲۰۱۴ آغاز شد و نتیجه گرفت. در ۲۳ ژانویهٔ ۲۰۱۵. فصل سوم بین ۱۵ ژوئیهٔ ۲۰۱۵ و ۲ فوریهٔ ۲۰۱۶ فیلمبرداری شد. فیلمبرداری برای فصل چهارم در تاریخ ۲ اوت ۲۰۱۶ آغاز شد و در ۱۸ ژانویهٔ ۲۰۱۷ به پایان رسید. فیلمبرداری برای فصل پنجم از ۱۴ اوت ۲۰۱۷ آغاز شد و در تاریخ ۲۷ ژانویهٔ ۲۰۱۸ به پایان رسید.
کار پس از تولید، از جمله ضبط ADR برای این سریال، در استودیوی ضبط صدا Cherry Beach Sound انجام شد. دیوید جی پترسون، که Dothraki و Valyrian را برای Game of Thrones خلق کرد، زبان Trigedasleng را برای سریال ۱۰۰ نفر، توسعه داد.
جیسون روتنبرگ گفت که این زبان شبیه به انگلیسی کرئول است. در زبان گفتاری «Trig» ایجاد شده‌است. پس از کار در ساخت زبان خود در Star-Crossed، پترسون با تولیدکنندگان ۱۰۰ نفر تماس گرفت تا زبانی برای زمینی‌ها ایجاد کند. در این تغییر زبان ۹۷ سال از آخرالزمان می‌گذرد، که زمان بسیار کوتاهی برای تغییر چشمگیر زبان است. به همین دلیل، پترسون تکامل شتابی را ایجاد کرد که در آن اوایل زمینی‌ها از این زبان برای پنهان کردن سخنان خود و تمایز بین دوست یا دشمن استفاده نمی‌کردند. به ظور کلی زبان Trigedasleng از آن تار و پود مشتق شده و در چندین نسل کوتاه بازماندگان آخرالزمان تحول یافته‌است.
در تاریخ ۱۲ مارس ۲۰۲۰، تلویزیون برادران وارنر به دلیل بیماری همه‌گیر کووید-۱۹ تولید همهٔ نمایش‌های خود را تعطیل کرد، با این حال نویسنده کیم Shumway تأیید کرد که آن‌ها توانستند برای هفتمین فصل خود فیلمبرداری را تمام کنند.

## انتخاب بازیگر

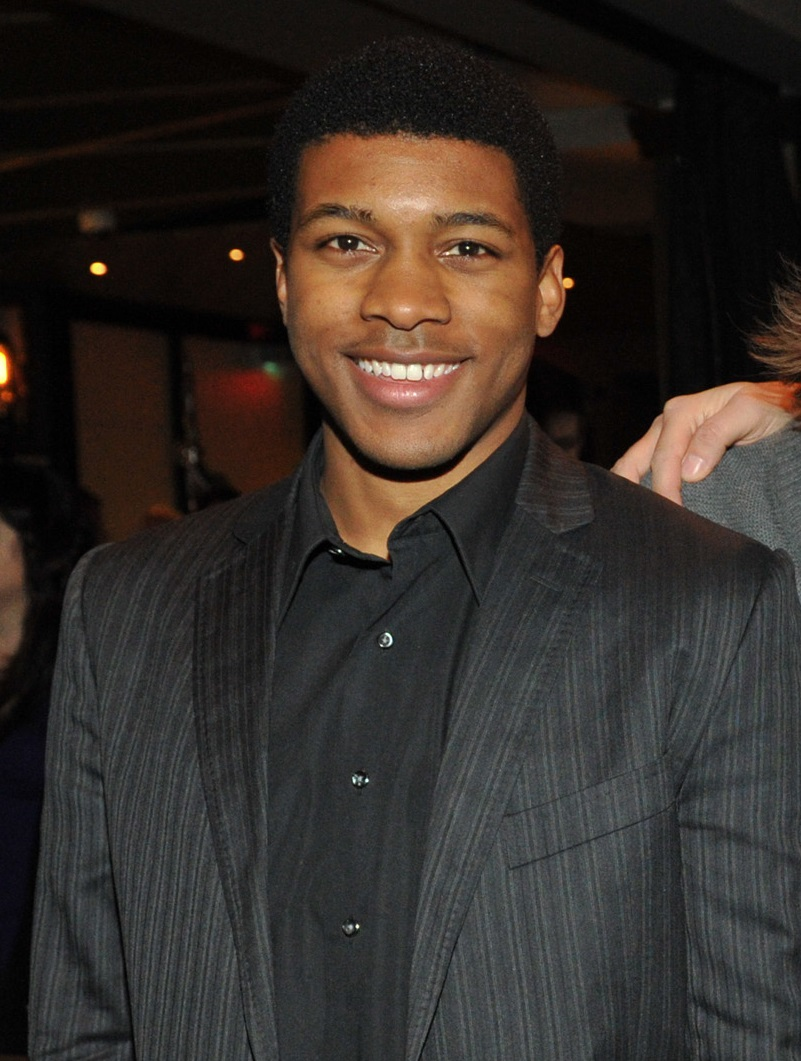
Eli Goree الی گوره

در اواخر فوریهٔ سال ۲۰۱۳، باب مورلی و الی گوره به ترتیب بلامی بلیک و ولز جاها بازیگر شدند، یک روز بعد با بازیگری هنری ایان کیسیک به عنوان مارکوس کین بازی کرد. کمتر از یک هفته بعد، الیزا تیلور و ماری اوجرپولوس به ترتیب در نقش‌های کلارک گریفین و اکتاویا بلیک به ایفای نقش پرداختند. در طول ماه مارس، بقیهٔ بازیگران پر شدند، با پیج تورکو به عنوان بازیگران آدیگیل والترز (اکنون ابیگیل گریفین)، اشعیا واشینگتن به عنوان صدراعظم جاها، توماس مک دونل به عنوان فین کالینز، کلی هو به عنوان کالی کارتیگ و کریستوفر لارکین به عنوان مانتی گرین. برای فصل دوم، آدینا پورتر و ریموند جی باری به ترتیب در نقش‌های مکرر مانند ایندرا و دانته والاس به همراه آلیسیا دبنم-کری به عنوان لکسا بازیگر شدند.

## پخش
در کانادا، فصل ۱ از سریال ۱۰۰ نفر منحصراً به نتفلیکس مجوز داده شد. این سریال در تاریخ ۲۰ مارس ۲۰۱۴، یک روز پس از پخش نیمه‌میانی فصل ۱ در CW، به نمایش درآمد.
در نیوزلند، این سریال در ۲۱ ماه مارس ۲۰۱۴ در سرویس پخش فیلم بر اساس تقاضای TVNZ به نمایش درآمد.
در انگلستان و ایرلند، «۱۰۰ نفر» برتر در E4 در ۷ ژوئیهٔ ۲۰۱۴ قسمت اول با میانگین ۱٫۳۹ میلیون مخاطب مشاهده شد و این کانال بزرگ‌ترین برنامهٔ راه‌اندازی این کانال تا به امروز بود. فصل ۲ در ۶ ژانویهٔ ۲۰۱۵ به نمایش درآمد و به‌طور میانگین ۱٬۱۱۱٬۰۰۰ بیننده داشت. فصل ۳ در ۱۷ فوریهٔ ۲۰۱۶ جز سریال‌های برتر شد.
در استرالیا، ابتدا قرار بود سریال «۱۰۰ نفر» در Go! به نمایش در بیاید اما در ۴ سپتامبر ۲۰۱۴ در Fox8 به نمایش درآمد. فصل ۲ جزو برترین سریال‌ها در ۸ ژانویهٔ ۲۰۱۵ شد.
و در ایران در اکثر سایت‌های فیلم و سریال با دوبلهٔ اختصاصی موجود است.

## رسانه خانگی
Warner Home Entertainment DVDهای پنج فصل اول را منتشر کرد، و Blu-ray فصل اول در حالی که پنج فصل باقیمانده Blu-ray از طریق Warner Archive Collection منتشر شد که وی همچنین یک دی وی دی تولیدی را برای ششمین فصل تولید می‌کند.
| فصل | قسمت‌ها | DVD                | DVD                | DVD                | Blu-ray            | Blu-ray            | امکانات |
| فصل | قسمت‌ها | Region 1           | Region 2           | Region 4           | Region A           | Region B           | امکانات |
| --- | ------ | ------------------ | ------------------ | ------------------ | ------------------ | ------------------ | --- |
| 1   | ۱۳     | September 23, 2014 | September 29, 2014 | December 3, 2014   | September 23, 2014 | December 3, 2014   | - Creating the World of The 100 - Commentary on "We Are Grounders, Part 2" |
| 2   | ۱۶     | October 13, 2015   | October 12, 2015   | October 14, 2015   | October 13, 2015   | October 14, 2015   | - The 100: Unlocking the Mountain - The 100 Pre-Viz Stunts featurette |
| 3   | ۱۶     | July 19, 2016      | September 26, 2016 | September 28, 2016 | July 19, 2016      | September 28, 2016 | - A Short Lived Victory: Unlocking the Season 3 Finale - Arkadia: From Wreckage to Salvation - Ice Nation: Brutal and Fierce - Wanheda: Clarke's Journey - Polis: Capital of the Grounders - The 100 Pre-Viz Stunts Season 3 |
| 4   | ۱۳     | July 19, 2017      | July 24, 2017      | October 4, 2017    | July 18, 2017      | October 4, 2017    | - Deleted Scenes, From Outcasts to Leaders, Creating a Post-Apocalyptic World - The 100: Jasper's Journey - Battle Tested: The 100 Season 4 Stunts, Gag Reel - The 100: 2016 Comic-Con Panel                                 |
| 5   | ۱۳     | October 9, 2018    | October 8, 2018    | October 10, 2018   | November 27, 2018  | October 10, 2018   | - Redemption and Rebirth - 2018 WonderCon Panel - Gag Reel |
| 6   | ۱۳     | November 12, 2019  | November 25, 2019  | November 27, 2019  | November 12, 2019  | November 27, 2019  | - The 100 Season 6: Highlights from 2019 WonderCon |